# Масалит (народ)

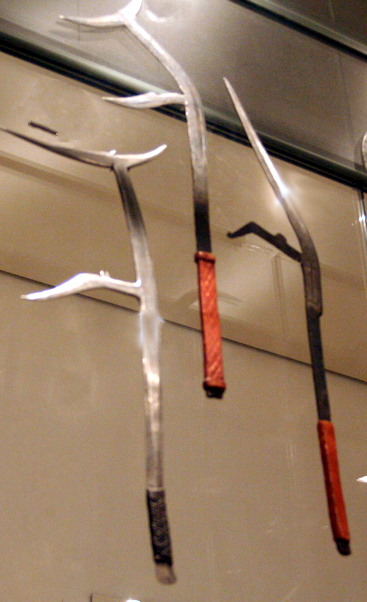
Мечи народа масалит

Масалит также известны как Кана Масалака, Масарака, Месалит и Массалит (англ. Masalit, араб. ماساليت‎) — нилотский народ, проживающий в западной части Республики Судан, а также в Республике Чад. Численность около 440 тыс. человек. Язык масалит относится к мабанским языкам нило-сахарской макросемьи. Также распространён арабский язык. По религии — мусульмане-сунниты.

## Описание
По данным справочника Ethnologue, по состоянию на 2011 год общее число носителей языка масалит составляло 440 000 человек. Из них 350 000 человек проживали в Судане.
В Судане 330 000 представителей племени масалит проживают в штате Западный Дарфур в районе Дар Масалит, а также деревнях вокруг городов Эль-Генейна и Хабила. Они также проживают в некоторых частях штата Южный Дарфур. В последние годы началась миграция масалит в крупные города.
В Чаде масалит проживают в восточных регионах страны — Ваддай и Сила.

### Религия
Большинство представителей племени масалит мусульмане-сунниты. Ислам они приняли в XVII веке от странствующих мусульманских проповедников. Некоторые остатки их традиционных верований все ещё существуют в культуре масалит.
По легендам племени масалит их исконная родина была на севере и простиралась до Туниса. Однако они покинули свои земли и пройдя через территорию современного Чада, они в конечном итоге поселились на территории нынешнего Судана.

### Хозяйство
В основном представители племени масалит занимаются сельским хозяйством. Земледельцы, имеют небольшие фермы на которых выращивают арахис и просо. На юге своей территории они выращивают и другие культуры, в том числе сорго, сезам, манго и кориандр. Типичный дом масалит имеет коническую форму, построен из дерева и соломы.